# Repletum
Repletum o Refecti. Canto propio de la Liturgia hispánica que se cantaba en la Misa, después de la comunión. Según la Tradición A se interpretaba siempre el canto Repletum est gaudio, y, según la Tradición B, el Refecti tibi. Los dos son piezas muy sencillas, y el segundo aparece recogido en el Misal de Cisneros.
- Datos: Q6105825